# Conjunt el Bofí i Sant Vicenç de Puigmal
El Conjunt el Bofí i Sant Vicenç de Puigmal és una obra de Ripoll protegida com a Bé Cultural d'Interès Local.

## Descripció
L'església, reconstruïda sobre les restes d'una església romànica, se situa per damunt del mas el Bofí, a 100 metres d'aquest. El mas està format per dos cossos principals esglaonats sobre el terreny i amb cobertes a dues aigües. De la cabana, d'estructura senzilla, cal destacar la textura de la pedra i l'esveltesa de la forma.